# David Le Bailly
David Le Bailly, né à Paris, est un journaliste et écrivain français.

## Biographie

### Journalisme
Après avoir travaillé dans la presse économique (L'Agefi, La Tribune), David Le Bailly rejoint la rédaction de Paris Match en 2002. Spécialisé dans les enquêtes, il travaille sur les affaires Bettencourt, Karachi ou Cahuzac. Il réalise aussi des entretiens avec Roberto Saviano, Mohamed El Baradei, Julian Assange, Boris Berezovski ou Marina Silva.
En 2014, il quitte Paris Match pour rejoindre la rédaction de L'Obs. Il publie plusieurs enquêtes, mais aussi des reportages sur la France d’après les attentats de 2015,. En juillet 2023, il fait paraître dans L'Obs « Détours de France », une série de reportages autour de territoires traversés par le Tour de France : la côte Basque, le  plateau de Millevaches, le Beaujolais, Courchevel et Belfort.

### Littérature
En 2014, il publie son premier livre, La Captive de Mitterrand, roman-enquête sur Anne Pingeot, compagne de l’ombre de François Mitterrand durant plus de trente ans. Il se voit à cette occasion attribuer le prix Roger-Nimier,, et le Prix Bernard-Mazières du livre politique. Lors de la sortie du livre, Fabienne Pascaud, alors directrice de Télérama, écrit : "Le Bailly fait d'Anne Pingeot une héroïne de tragédie, usée sans doute par sa passion (...) Par-delà ses propres tourments, surgit des pages l'étonnante prêtresse d'un amour fou. Pas toujours sympathique. Toujours admirable. Entre Paul Claudel et Marguerite Duras". Le journaliste Philippe Alexandre évoque quant à lui "un remarquable roman digne de François Mauriac".
La publication en 2020 de son deuxième livre, L'Autre Rimbaud, revient sur le destin de Frédéric Rimbaud, le frère d'Arthur Rimbaud, conducteur de calèche dans les Ardennes, banni par sa famille, effacé de la correspondance du poète et dépossédé de ses droits sur l'œuvre. Sylvain Tesson salue un livre où "chaque chapitre, dense, violent, tendu, décortiquant l'éclipse de Frédéric, est entremêlé des confidences du romancier sur ses propres ombres". Ce second roman bénéficie d'une bonne réception. Il remporte le prix Révélation de la Société des Gens de Lettres (SGDL) en 2022. Il est également finaliste du prix Renaudot dans la catégorie Essai et du prix des Deux Magots.
En août 2023, David Le Bailly publie aux Editions du Seuil un nouveau roman, Hôtel de la Folie, récit d’un huis-clos familial ayant abouti au suicide de sa grand-mère. Le livre est bien accueilli par les critiques, et certains notent une filiation avec l’œuvre de Patrick Modiano. Dans Elle, Olivia de Lamberterie qualifie le roman de magistral : « Ce récit est un jeu de piste aux accents modianesques et aux héroïnes à la François Truffaut, dans lequel David Le Bailly interroge des lieux et des fantômes, des papiers d’identité falsifiés et des illusions perdues. La langue est scandée de blancs parce que certains mots sont presque impossibles à écrire, l’hommage est splendide à celle qui lui a sauvé la vie. »   
Hôtel de la Folie fait partie des sélections de rentrée de plusieurs magazines : La Croix, Transfuge, Le Figaro Magazine, Paris Match. Dans celui-ci, la journaliste Marie-Laure Delorme évoque « un récit intime et vaste d’une grande force (…) David Le Bailly montre combien la littérature sait exprimer les secrets les plus enfouis. Elle dit l’invisible des vies.» 
Dans Le Figaro littéraire, Étienne de Montety consacre au livre sa chronique: « Champagne et médicaments, c’est la carte proposée par l’« hôtel de la Folie » (…) Au fil des pages, on oscille entre rire et larmes. Sa grand-mère et sa mère sont chacune à sa façon deux divas tragi-comiques qui font leur numéro sous les yeux d’un enfant éberlué, interdit : le narrateur.» 
Dans La Provence, Jérôme Garcin parle d'un « texte autobiographique, beau, terrible et fulgurant.» Le livre est débattu dans l'émission Le masque et la Plume diffusée le 12 novembre 2023. Il y est défendu par Olivia de Lamberterie et le journaliste de La Croix, Jean-Claude Raspiengeas. Celui-ci évoque « une réussite littéraire très forte et très belle.»
Hôtel de la Folie est finaliste du prix Interallié et du prix Blue-Jean-Marc Roberts. Il est aussi sélectionné dans la première liste du prix de Flore.

## Publications
- La Captive de Mitterrand, Paris, éditions Stock, 2014, 340 p. (ISBN 978-2-234-07534-4) prix Roger-Nimier
- L'Autre Rimbaud, Paris, Éditions de l'Iconoclaste, 2020 prix SGDL Révélation 2022, finaliste du prix Renaudot Essai et du prix des Deux Magots

- Hôtel de la Folie, Paris, Éditions du Seuil, 2023, 208 p. Finaliste du prix Interallié